# Maaseik
Maaseik (limburgisch Mezeik) ist eine Stadt in der Provinz Limburg in der Region Flandern in Belgien und ist der Sitz des Kreises Maaseik. Sie hatte am 1. Januar 2024 25.823 Einwohner und eine Fläche von 76,91 km².

## Geografie

### Geografische Lage

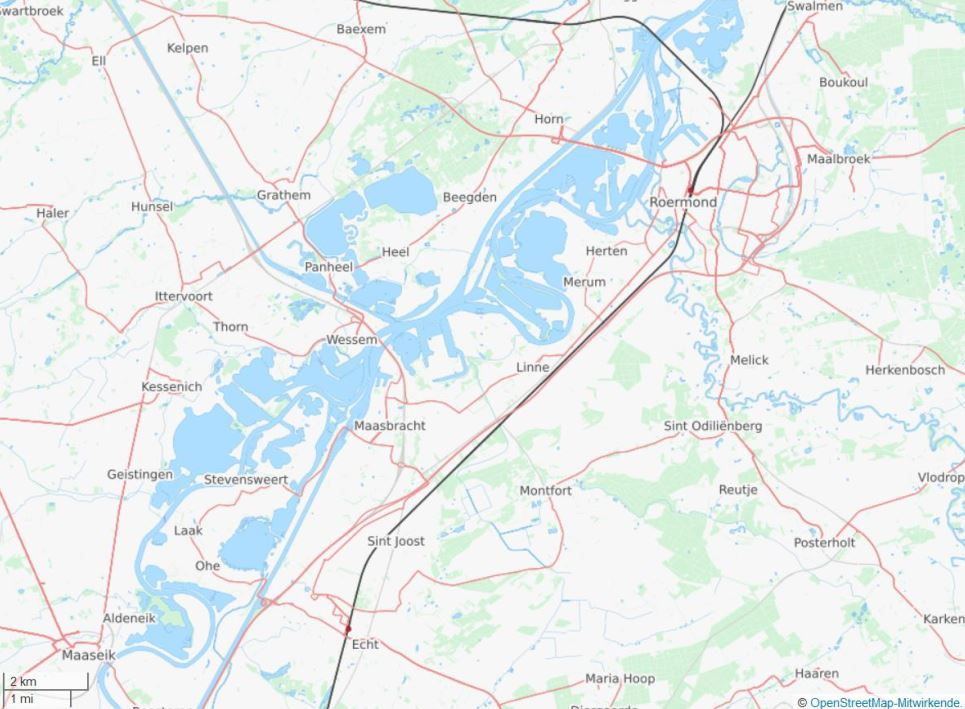
Maaseik an der Maas

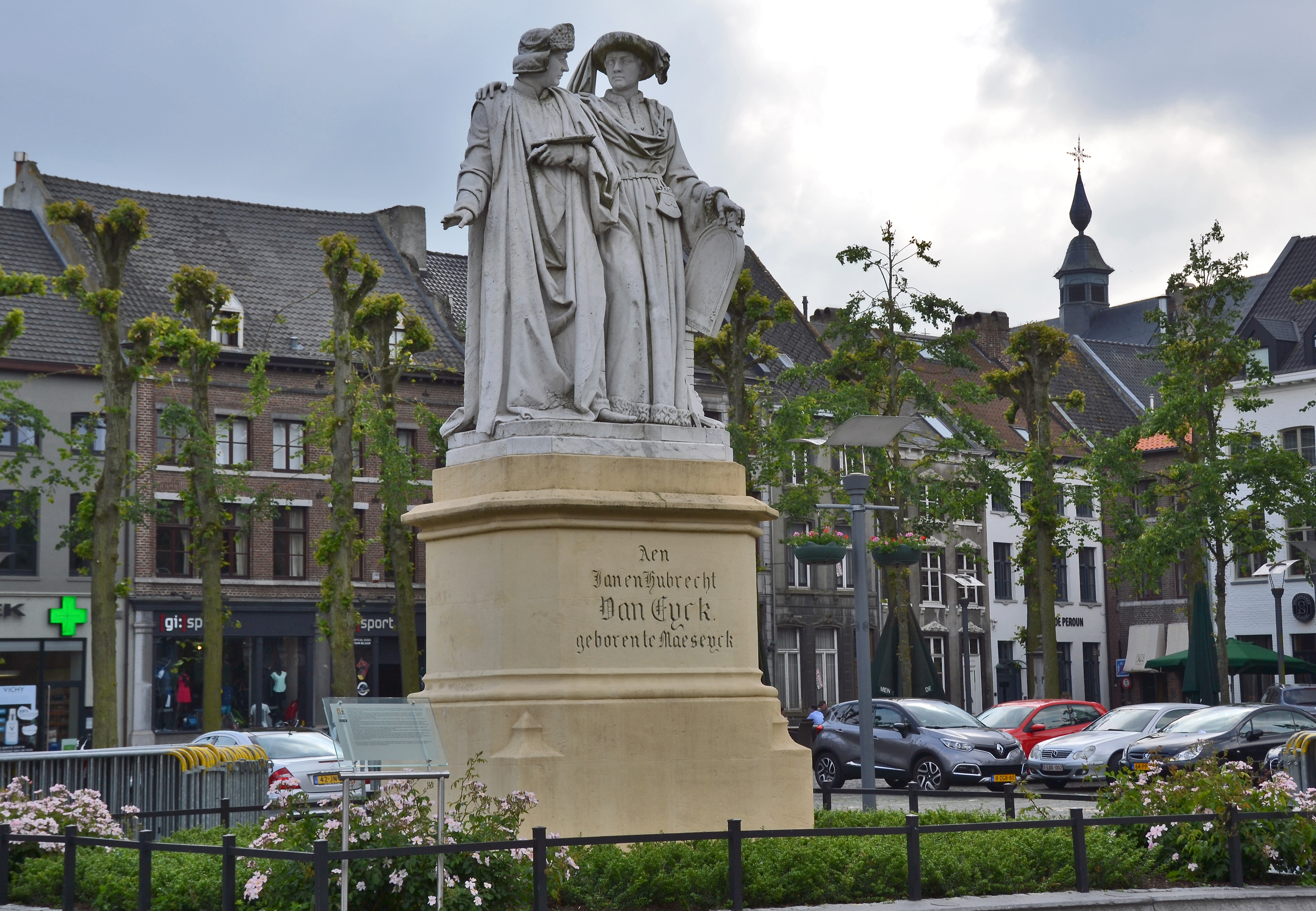
Denkmal der Gebrüder van Eyck auf dem Marktplatz von Maaseik

Die Stadt liegt an der Maas etwa 30 km nördlich von Maastricht, rund 25 km westlich von Heinsberg und südlich der Maasplassen. Sie gehört der Euregio Maas-Rhein an.

## Geschichte

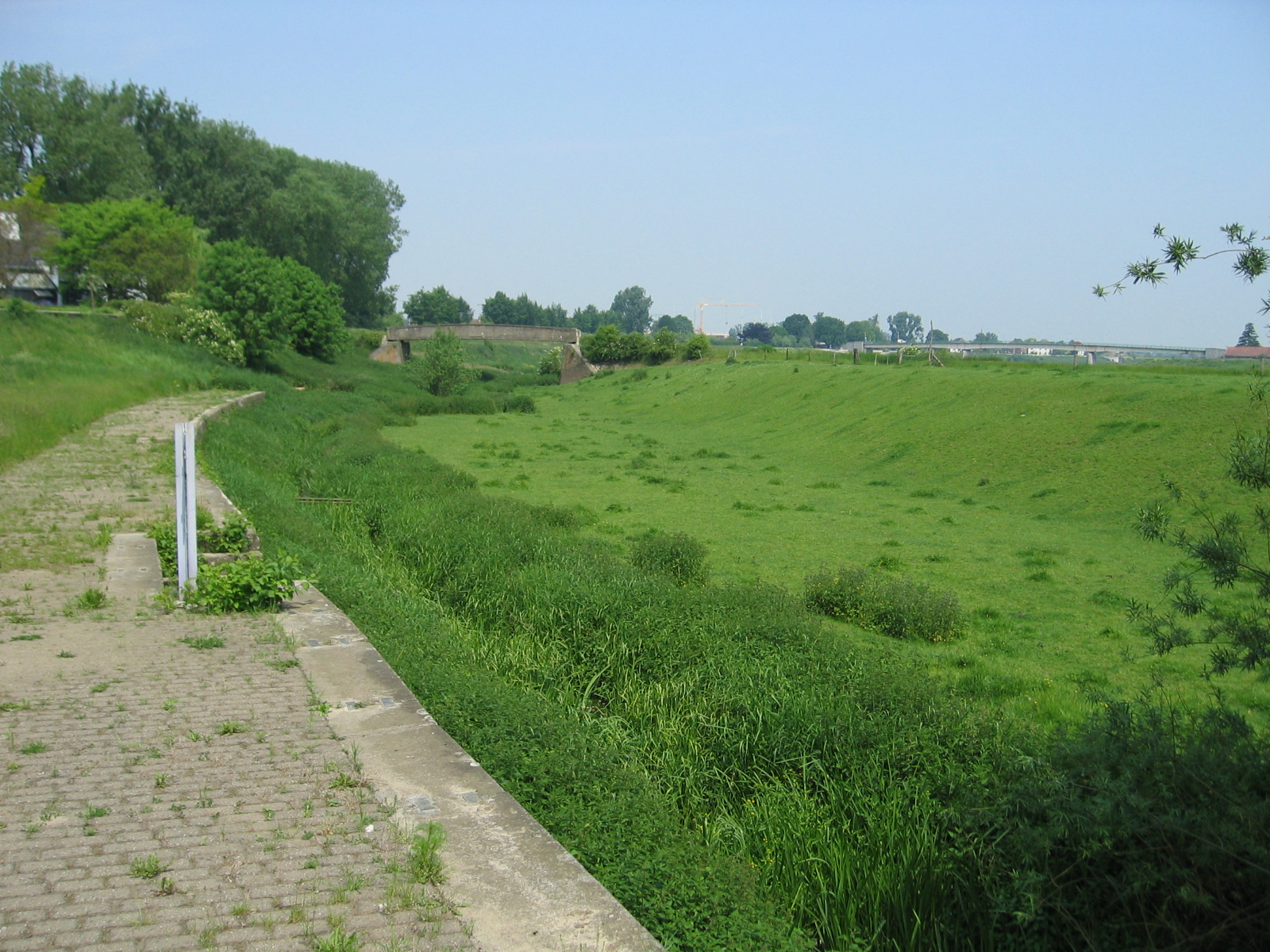
Ehemaliger Maashafen Maaseik

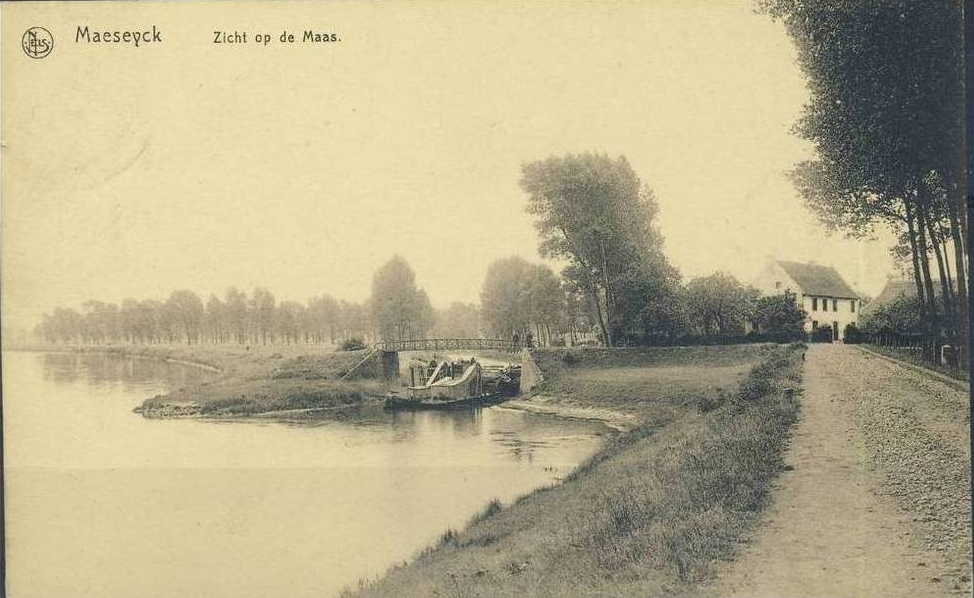
Ehemaliger Hafen von Maaseik a.d.Maas

Das 1990 entdeckte Depot von Heppeneert, einem Vorort von Maaseik, ist eine Anhäufung von 47 bronzenen Äxten (mit Sockel) und einer bronzenen Lanzenspitze, die auf einem Feld in Heppeneert gefunden wurde.
Ein Kloster entstand schon rund 500 Jahre vor dem Ort. Um 720 soll es gegründet worden sein. Eine erste sichere urkundliche Erwähnung findet es als „Alden Ey(c)k“ im Jahre 870 im Vertrag von Meerssen, als es zum neuen Reich Karls des Kahlen kam (Reg.Imp.I.,1480). Nonnen sollen dort 936 zum letzten Mal gesehen worden sein. Im Jahre 952 schenkte Otto II. Kapitel und umliegende Ländereien dem Bischof von Lüttich. Im Jahre 1244 erhielt Maaseik die Stadtrechte und gehörte zur Grafschaft „Looz“, 1363 zur Grafschaft „Loen“ (RI URH 391). Im Jahre 1494 war Kaiser Maximilian I. zu Besuch und stellte hier auch eine Urkunde aus (RI XIV. 925). 1684 wurde die Stadt von einer großen Brandkatastrophe heimgesucht.
Die Maas ist auf der Höhe von Maaseik seit 1822 nicht mehr schiffbar. Nördlich von Maaseik, in der Nähe der Gemeindegrenze zu Ophoven (Kinrooi), ist sie noch schiffbar. In der Vergangenheit aber, bis ins 19. Jahrhundert, war die Maas bis auf Höhe des Zentrums von Maaseik schiffbar. Maaseik hatte einen Maas-Hafen, die Hafenmole ist noch zu sehen. Dies war möglich, weil in Maastricht noch kein Maaswasser für die Wasserhaltung der Kanäle Zuid-Willemsvaart und Julianakanal  verwendet wurde und die Tiefe der Schiffe reduziert war. Heute hat Maaseik eine Marina. Marina Heerenlaak liegt in der Ortschaft Aldeneik, in einer ehemaligen Kiesgrube, die mit der Maas verbunden ist.

## Politik

### Bürgermeister
Von 2001 bis 2018, also 17 Jahre, war Jan Creemers (CD&V) Bürgermeister
Der Bürgermeister der Stadt von 2019 bis 2024 war Johan  Tollenaere (OpenVLD).

 Seit 2025 ist Gunter Haeldermans (ebenfalls CD&V) Bürgermeister der Stadt.

### Stadtrat
Der Stadtrat bestand von 1988 bis 2012 aus 27 Mitgliedern. Seit der Wahl 2018 sind es 29 Mitglieder.

## Kultur und Sehenswürdigkeiten

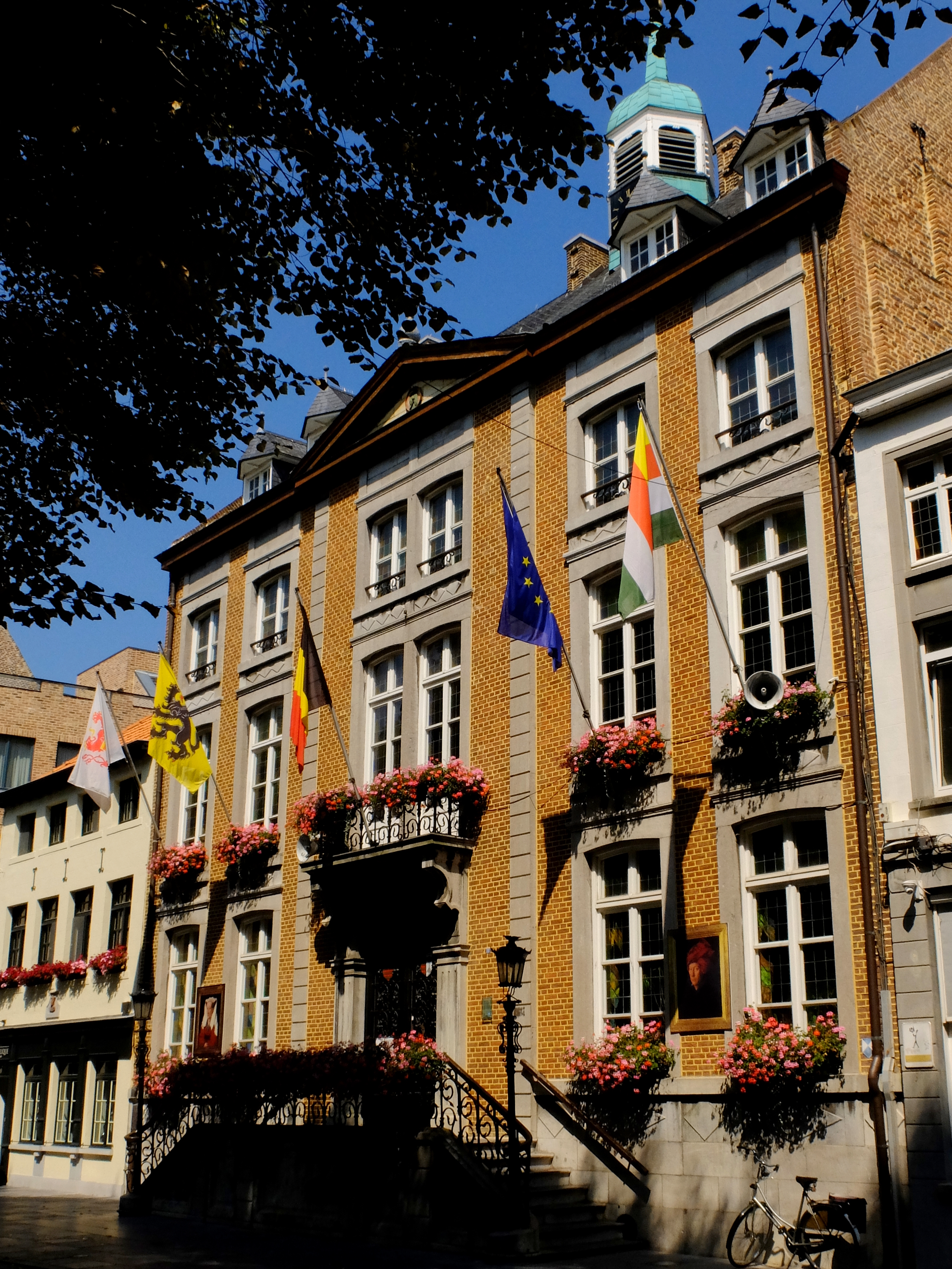
Rathaus

### Museen
- das Archäologische Museum (Regionaal Archeologisch Museum), im Jahre 1987 eröffnet, mit Exponaten aus der Zeit von 70.000 Jahren v. Chr. bis zum 20. Jahrhundert; als besonders sehenswert gelten die Exponate aus der Römerzeit
- das Apothekenmuseum (Apotheekmuseum) mit der ältesten Apothekeneinrichtung Belgiens aus dem 17. Jahrhundert
- das Bäckereimuseum (De kelderbakkerij) mit der Bäckereieinrichtung aus dem 17. Jahrhundert
- die Schatzkammer der Sint-Catharinakerk in der sich u. a. ein Evangeliar aus dem 8. Jahrhundert befindet, der Codex Eyckensis
- das John Selbach Museum, ein privates Museum im Kloster der Minderbrüder (Minderbroederskerk) in der Boomgaardstraat, spezialisiert auf Kunst und antike Puppen und anderes Spielzeug
- ebenfalls im Kloster der Minderbrüder befindet sich eine Dauerausstellung über das Leben und Werk von  den Brüdern Jan und Hubert van Eyck

### Bauwerke
Zu den Sehenswürdigkeiten der Stadt zählen u. a.:
- der Marktplatz Grote Markt mit den Gebäuden aus dem 17. und 18. Jahrhundert wie auch dem Rathaus (Stadhuis) aus dem Jahre 1827
- die Straße Bosstraat mit zahlreichen Gebäuden im Stil der Renaissance
- die Sint-Catharinakerk im neoklassizistischen Stil aus dem 19. Jahrhundert
- die Sint-Annakerk in Vorort Aldeneik, eine romanische, ehemalige Stiftskirche, im Kern vom Ende des 12. Jahrhunderts[3]
- die St.-Harlandis-und-Relindis-Kapelle in Aldeneik mit einem Willibrordus-Brunnen (Willibrordusput)

### Regelmäßige Veranstaltungen
Der Maaseiker Mittfastenumzug, der älteste belgische Karnevalsumzug, wird seit 1865 jährlich durchgeführt.
Seit 1388 werden die Reliquien von Herlindis und Relindis zwischen Aldeneik und Maaseik in einer Prozession gezeigt. Anfangs wurde die Prozession alle sieben Jahre durchgeführt. Nach einer Unterbrechung durch die Französische Revolution wurde die Tradition ab 1871 neu aufgegriffen und findet nun alle 25 Jahre statt. Am 18. und 25. September 2022 fanden die letzten Prozessionen statt. Die Reliquien wurden am 18. September 2022 von der Sint-Catharinakerk in Maaseik nach Aldeneik in die Sint-Annakerk gebracht und am 25. September 2022 wieder zurück von Aldeneik nach Maaseik. Die nächsten Prozessionen werden voraussichtlich 2047 stattfinden.

## Bilder

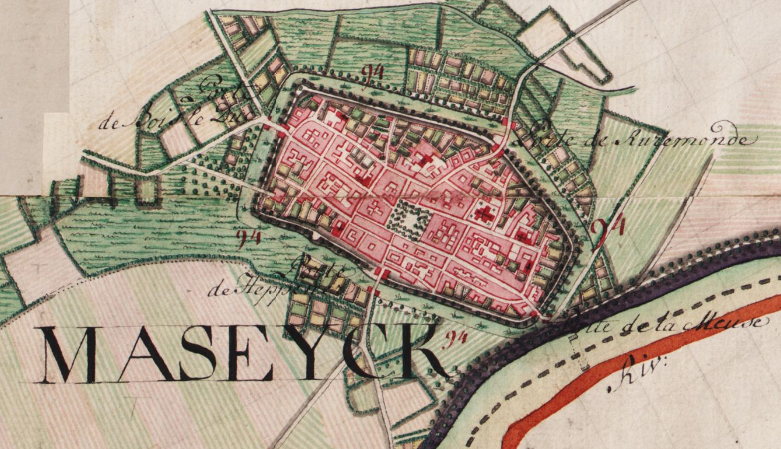
Maaseik auf der Ferraris-Karte
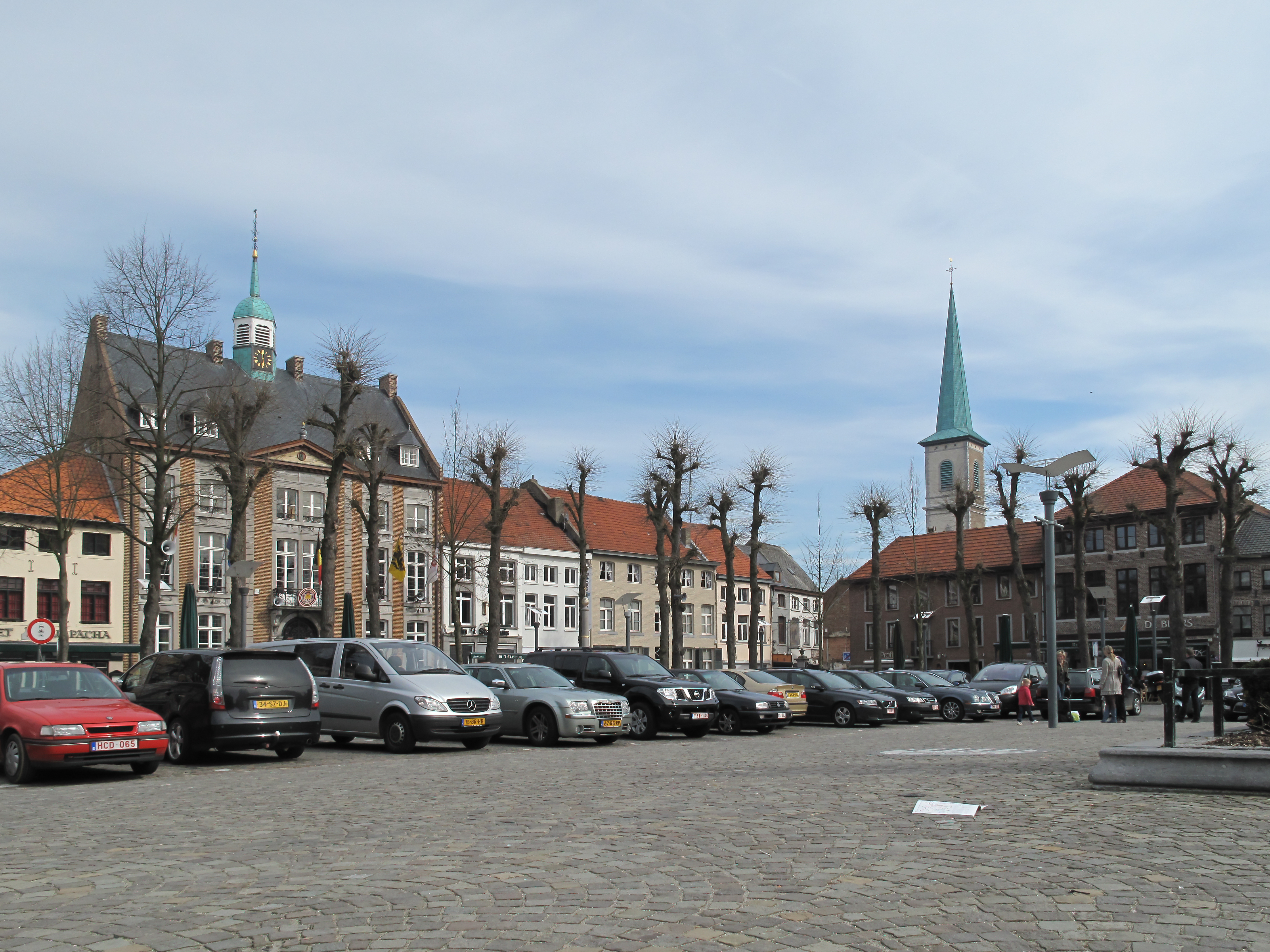
Maaseik, Platz
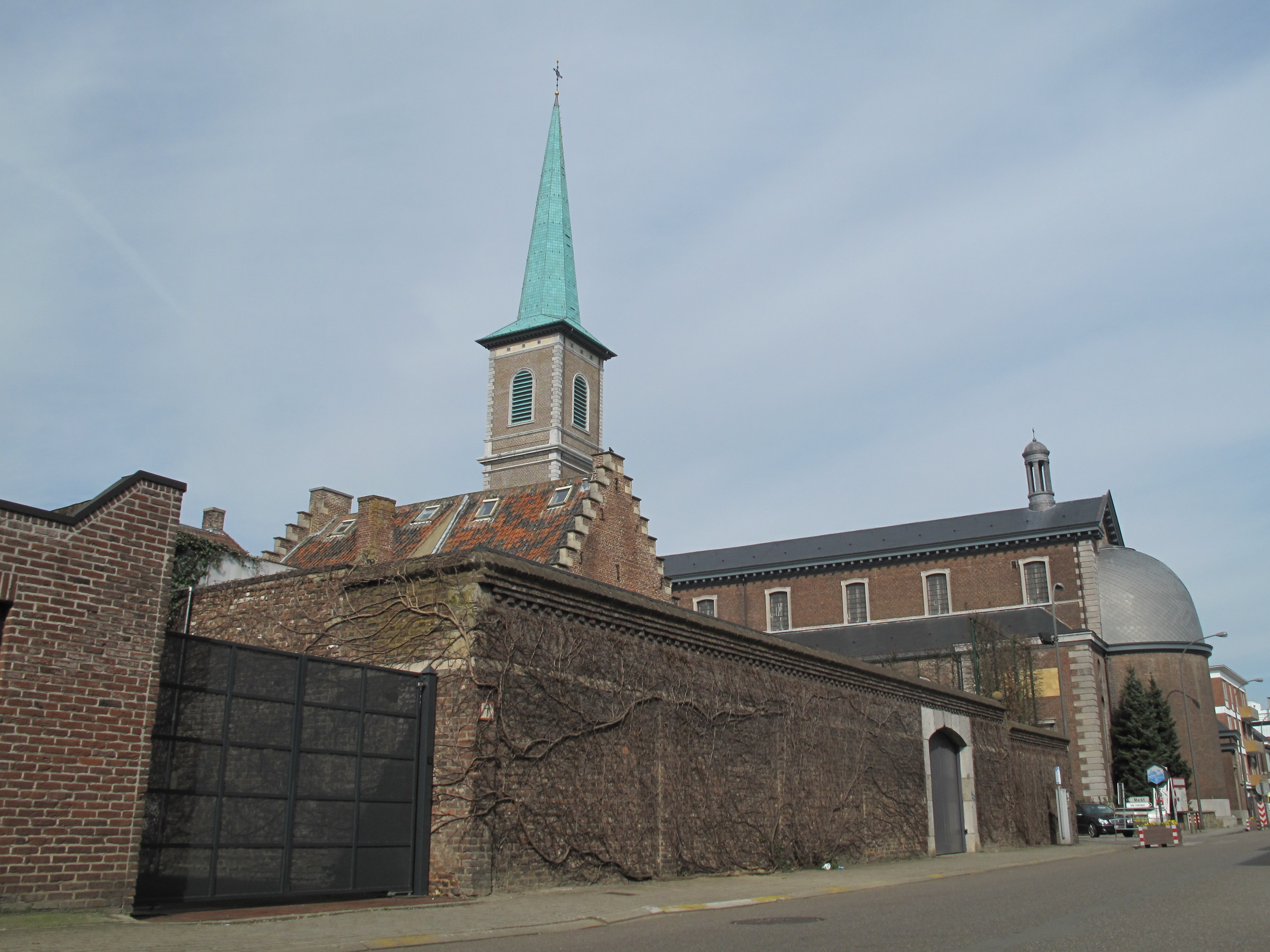
Maaseik, Sint-Catharinakerk
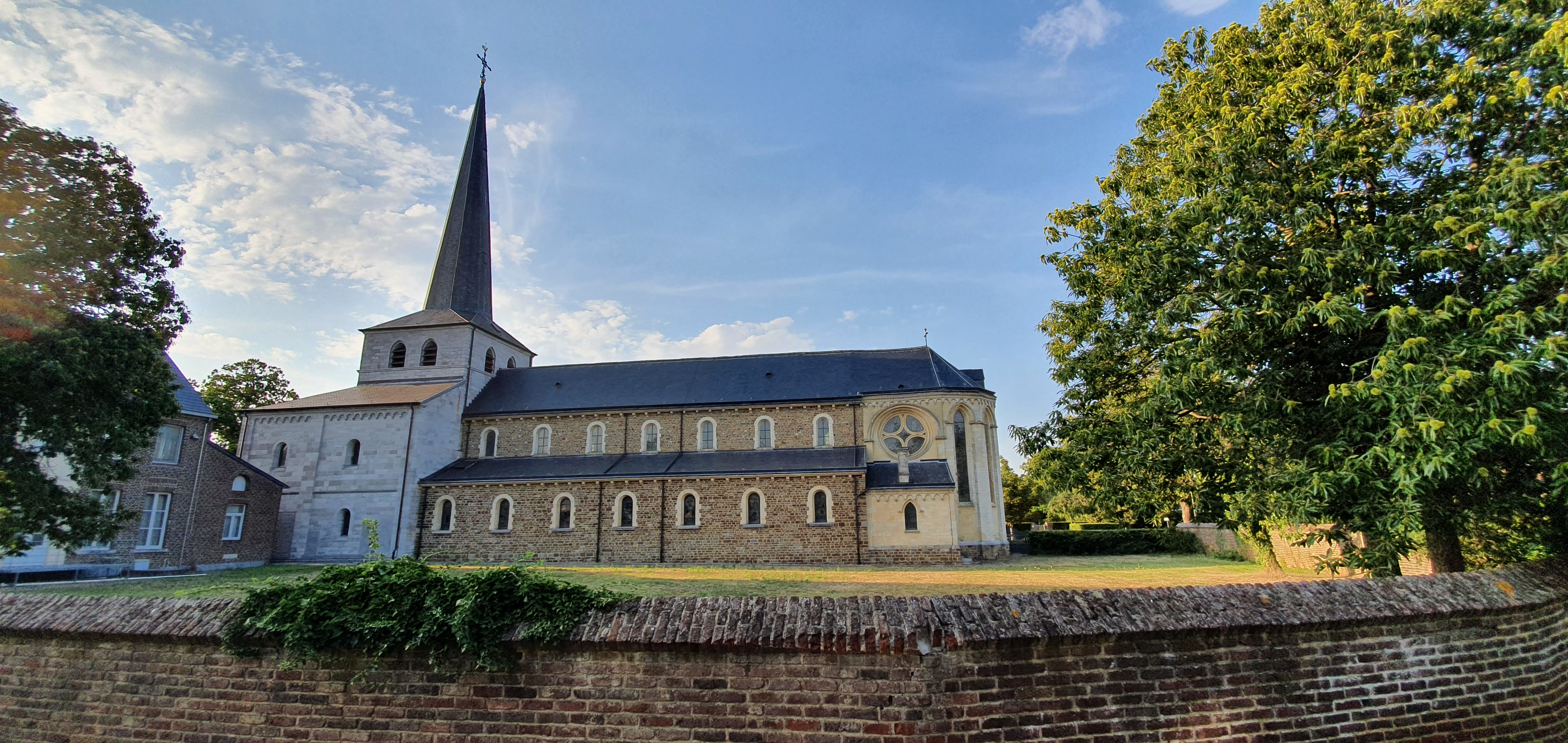
Aldeneik, Sint-Annakerk
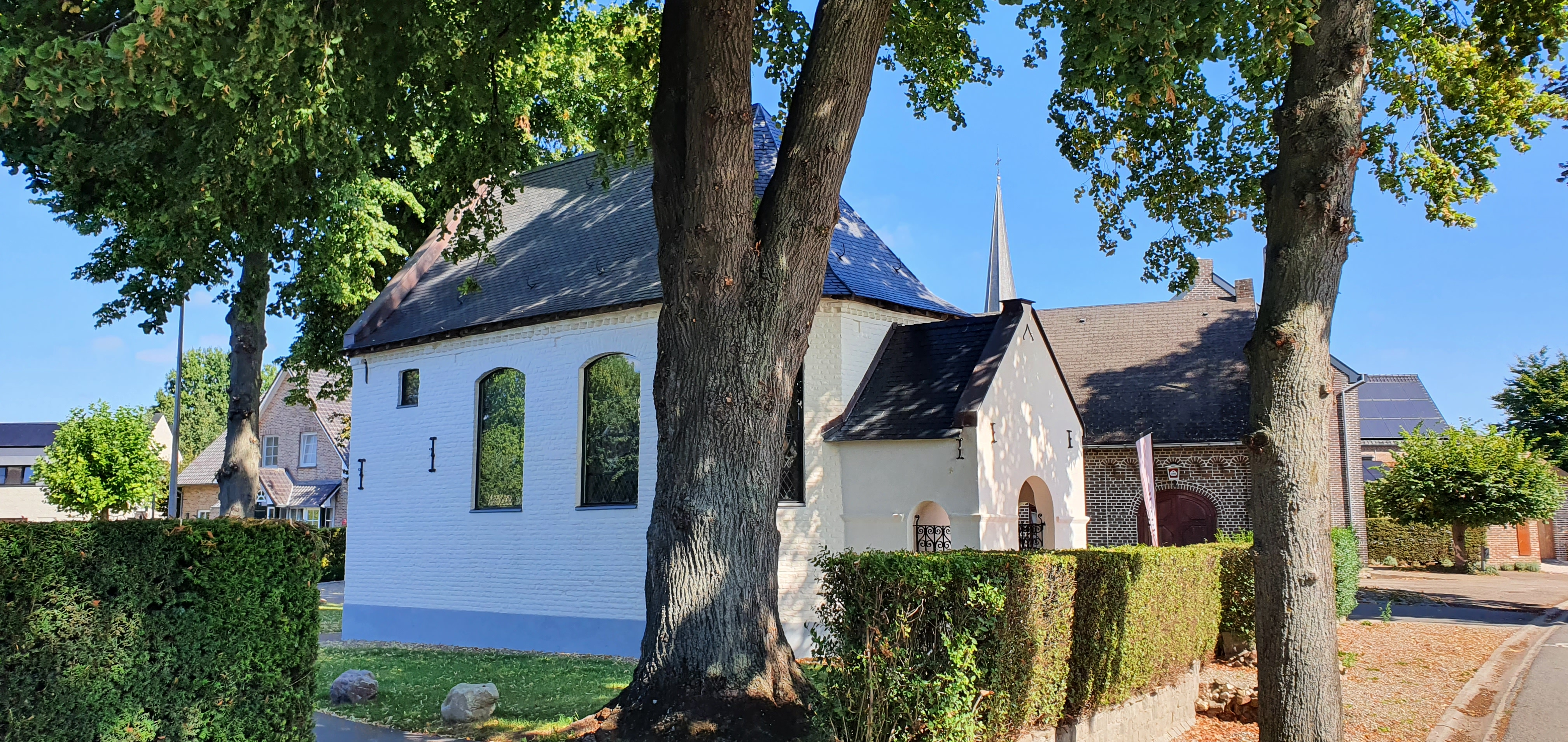
Aldeneik, Harlindis- und Relindiskapelle

## Persönlichkeiten
- die Schwestern Herlindis von Aldeneik (* um 695 in Maaseik, † um 745 in Aldeneik an der Maas) und Relindis (* unbekannt, † um 750 in Aldeneik an der Maas), katholische Heilige und Äbtissinnen
- Jan van Eyck (* um 1390–1441), Maler
- Rutgerus Rescius (ca. 1495–1545), Renaissance-Humanist
- Vital Borkelmans (* 1963), Fußballspieler und -trainer
- Vital Heynen (* 1969), Volleyballtrainer
- Sandra Stals (* 1975), Mittelstreckenläuferin
- Christophe Achten (* 1978), Volleyballtrainer
- Stefan Teelen (* 1979), Fußballspieler
- Wouter Dewit (* 1981), Jazzpianist und Filmkomponist
- Ramazan Çevik (* 1992), türkisch-belgischer Fußballspieler
- Jordy Tulleners (* 1992), Schauspieler, Webvideoproduzent und Model
- Joran Vliegen (* 1993), Tennisspieler